# Cantón de Saint-Haon-le-Châtel
El cantón de Saint-Haon-le-Châtel era una división administrativa francesa, que estaba situada en el departamento de Loira y la región de Ródano-Alpes.

## Composición
El cantón estaba formado por doce comunas:
- Ambierle
- Arcon
- Noailly
- Les Noës
- Renaison
- Saint-Alban-les-Eaux
- Saint-André-d'Apchon
- Saint-Germain-Lespinasse
- Saint-Haon-le-Châtel
- Saint-Haon-le-Vieux
- Saint-Rirand
- Saint-Romain-la-Motte

## Supresión del cantón de Saint-Haon-le-Châtel
En aplicación del Decreto n.º 2014-260 de 26 de febrero de 2014, el cantón de Saint-Haon-le-Châtel fue suprimido el 22 de marzo de 2015 y sus 12 comunas pasaron a formar parte del nuevo cantón de Renaison.